# 555
555 (DLV) fue un año común comenzado en viernes del calendario juliano, en vigor en aquella fecha.

## Acontecimientos
- Marzo: Tras 5 años de guerra civil los partidarios del rey Agila I, para evitar que la guerra entre visigodos favorezca a los imperiales, asesinan a Agila en Mérida y reconocen a Atanagildo como rey.

## Arte y literatura
- Casiodoro funda el Vivarium.[1]

## Fallecimientos
- 7 de junio: Vigilio, papa.
- Rey visigodo Agila I, asesinado por sus nobles en marzo, en Mérida.
- Teodebaldo, rey merovingio de Austrasia.